# Kubas Billie Jean King Cup-lag
Kubas Billie Jean King Cup-lag representerar Kuba i tennisturneringen Billie Jean King Cup, och kontrolleras av Kubas tennisförbund.

## Historik
Kuba deltog första gången 1991. Bästa resultatet är medverkan i huvudomgången 1994.